# Annie Swynnerton
Annie Louisa Robinson Swynnerton, née le 26 février 1844 à Hulme, Manchester (Royaume-Uni) et morte le 24 octobre 1933 à Hayling Island, est une peintre britannique. Elle est connue pour ses portraits et ses allégories. Elle est la première femme à avoir intégré la Royal Academy of Arts en 1922. Annie Swynnerton est également féministe et engagée pour le droit de vote des femmes.

## Biographie

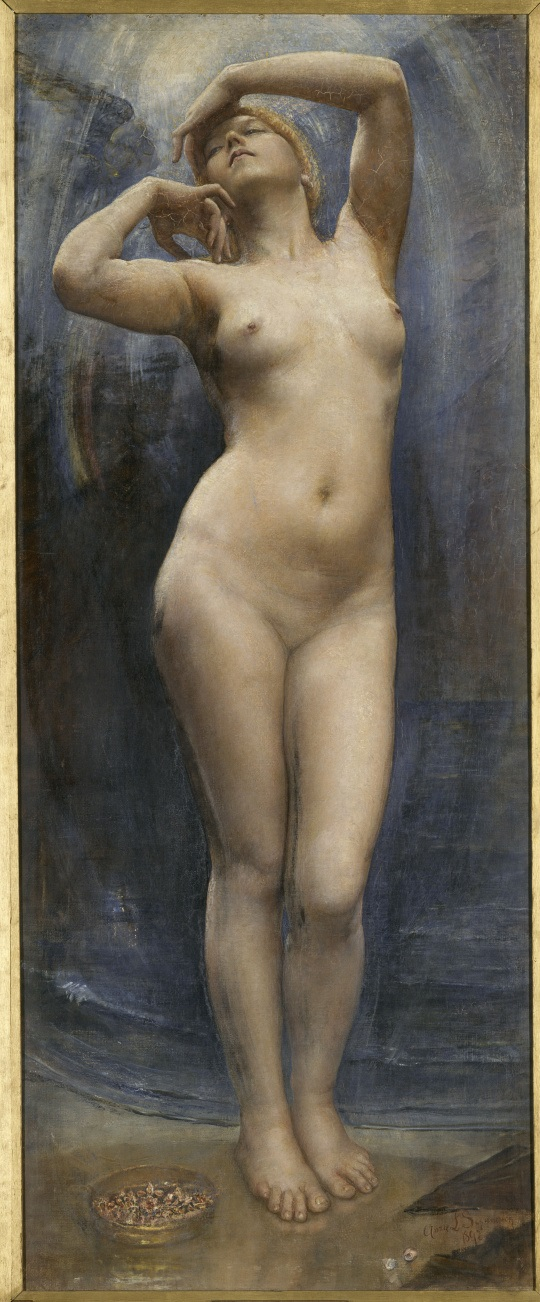
Mater Triomphalis, 1892.

### Éducation
Annie Louisa Robinson est née à Hulme, Manchester en 1844. Ses parents sont Francis Robinson, un avocat, et Ann Sanderson. Elle a six sœurs. Elle peint et vend des aquarelles pour compléter les revenus de la famille pendant une période financière difficile.
Elle étudie à la Manchester School of Art à partir de 1871. Ses sœurs Julia et Emily étudient également à la Manchester School of Art. Elle remporte une médaille d'or pour une peinture à l'huile et une bourse pour apprendre l'aquarelle. De 1874 à 1876, elle prend des cours d'art à Rome avec son amie artiste Susan Isabel Dacre. Elles étudient ensuite à l'Académie Julian à Paris de 1877 à 1880,. Annie Swynnerton y est influencée par les travaux de Jules Bastien-Lepage.
Elle vit ensuite à Manchester en 1880 pour y fonder, avec Susan Dacre, la société des femmes peintres de Manchester, qui propose des cours d'art. Elle pense que renforcer les liens entre femmes peut leur permettre de les extraire des rôles traditionnellement attribués aux femmes.
Elle déménage en 1882 à Londres.
En 1883, elle épouse le sculpteur Joseph Swynnerton (en), rencontré à Rome. Il meurt en 1910.

## Carrière
Annie Swynnerton peint des portraits, des personnages, des œuvres symbolistes et des paysages. George Frederic Watts et Edward Burne-Jones soutiennent sa carrière.
Le peintre Edward Burne-Jones l'introduit à la Royal Academy of Arts où elle expose de 1879 à 1886 puis de 1902 à 1934. Selon Linda Murray, « Elle est très influencée par Watts, et nombre de ses sujets sont du type allégorique ou symbolique qui est son point fort. Son dessin est solide et elle a une compréhension sculpturale de la forme alliée à des couleurs fraîches et brisées montrant des similarités avec l'impressionnisme. Le catalogue de l'exposition Tate "Exposed. The Victorian Nude " déclare que " Annie Swynnerton, basée à Rome, était l'une des femmes peintres les plus audacieuses du nu, choquant souvent le public avec ses figures robustes peintes. ».
Son style est empreint des influences néo-classiques, préraphaéliques et impressionnistes. Beaucoup de ses œuvres représentent des enfants.

## Droit de vote des femmes
Annie Swynnerton joue un rôle actif du mouvement en faveur du droit de vote des femmes au Royaume-Uni et signe la déclaration de 1889 de la National Union of Women's Suffrage Societies pour le droit de vote des femmes. Elle n'est pas une « féministe » au sens moderne du terme, ni une suffragette active, bien qu'elle ait clairement soutenu ces causes par son implication avec les membres de la famille Pankhurst et sa signature.

## Postérité
Son tableau daté de 1895 The sense of sight (Le sense de la vue) est inclus dans le livre Women Painters of the World  qui donne un aperçu des femmes peintres les plus en vue jusqu'en 1905, date de publication de ce livre,.
En 2018, une rétrospective de son travail est présentée à Manchester Art Gallery.

## Galerie

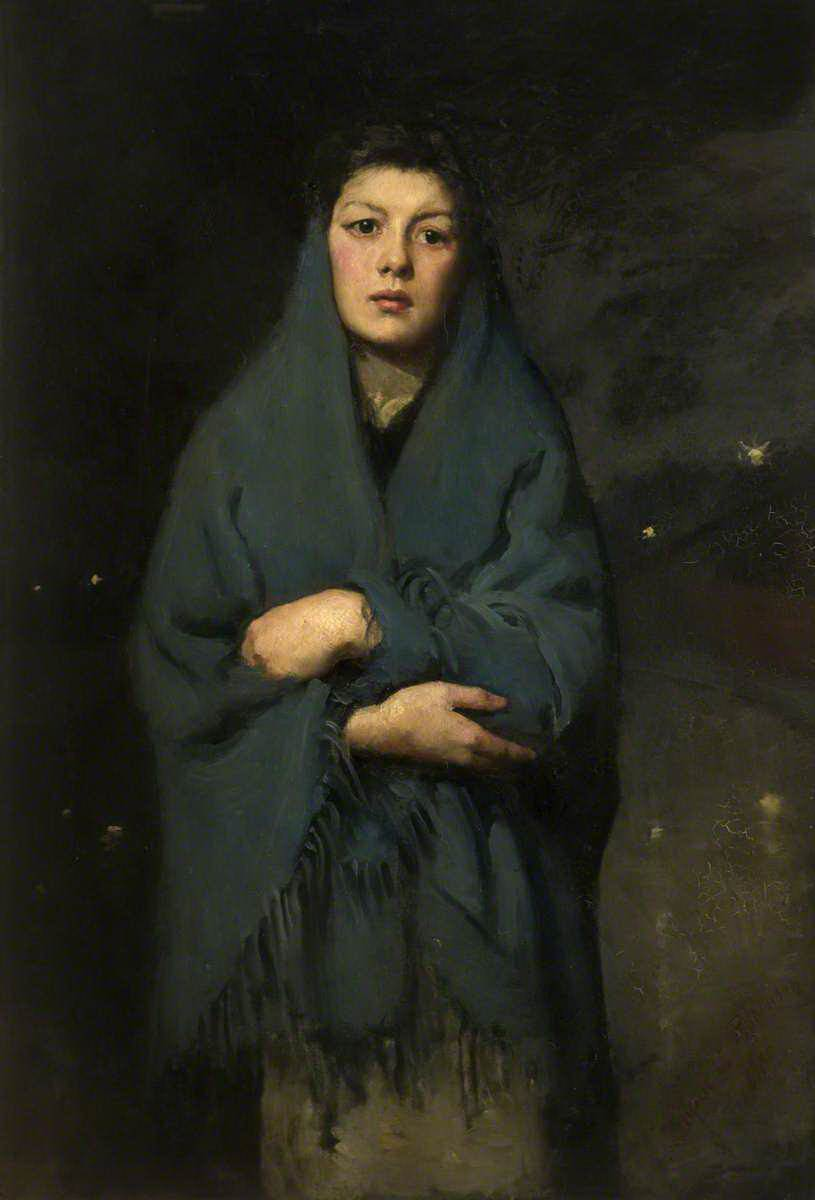
Tryst, avant 1880
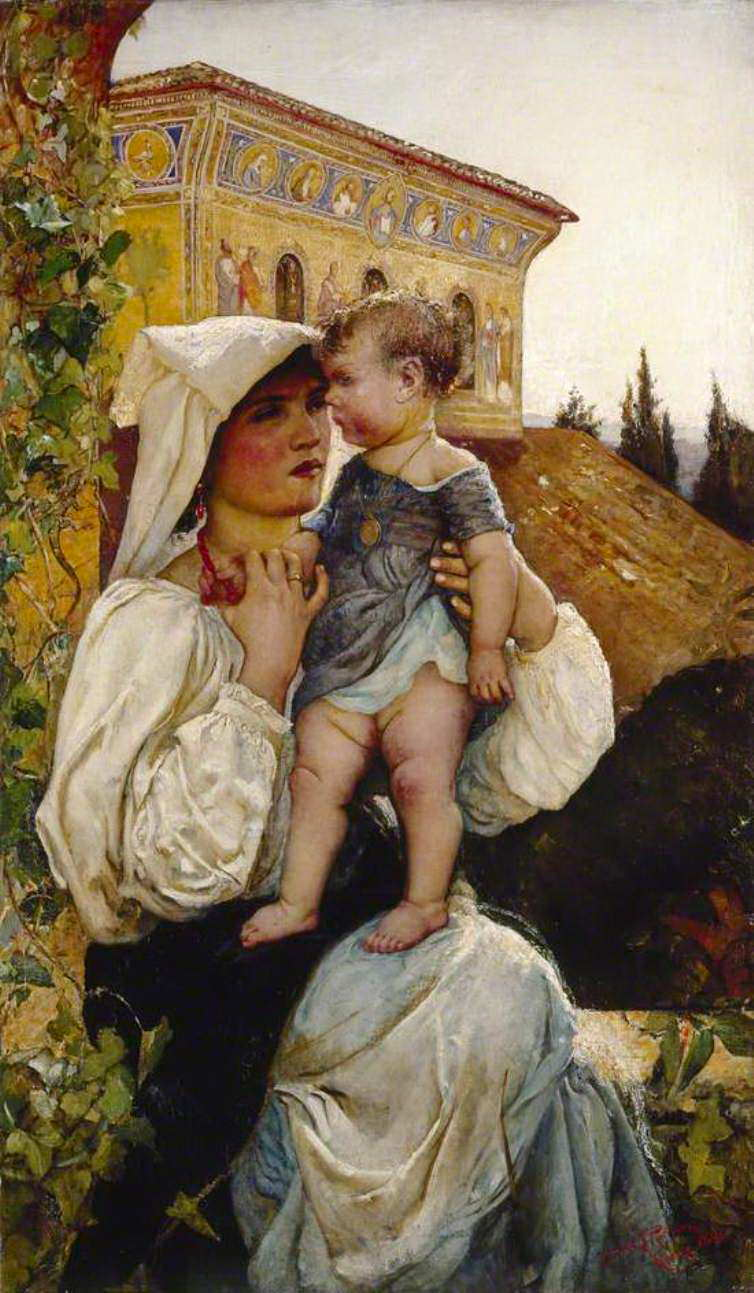
An Italian Mother and Child, 1886
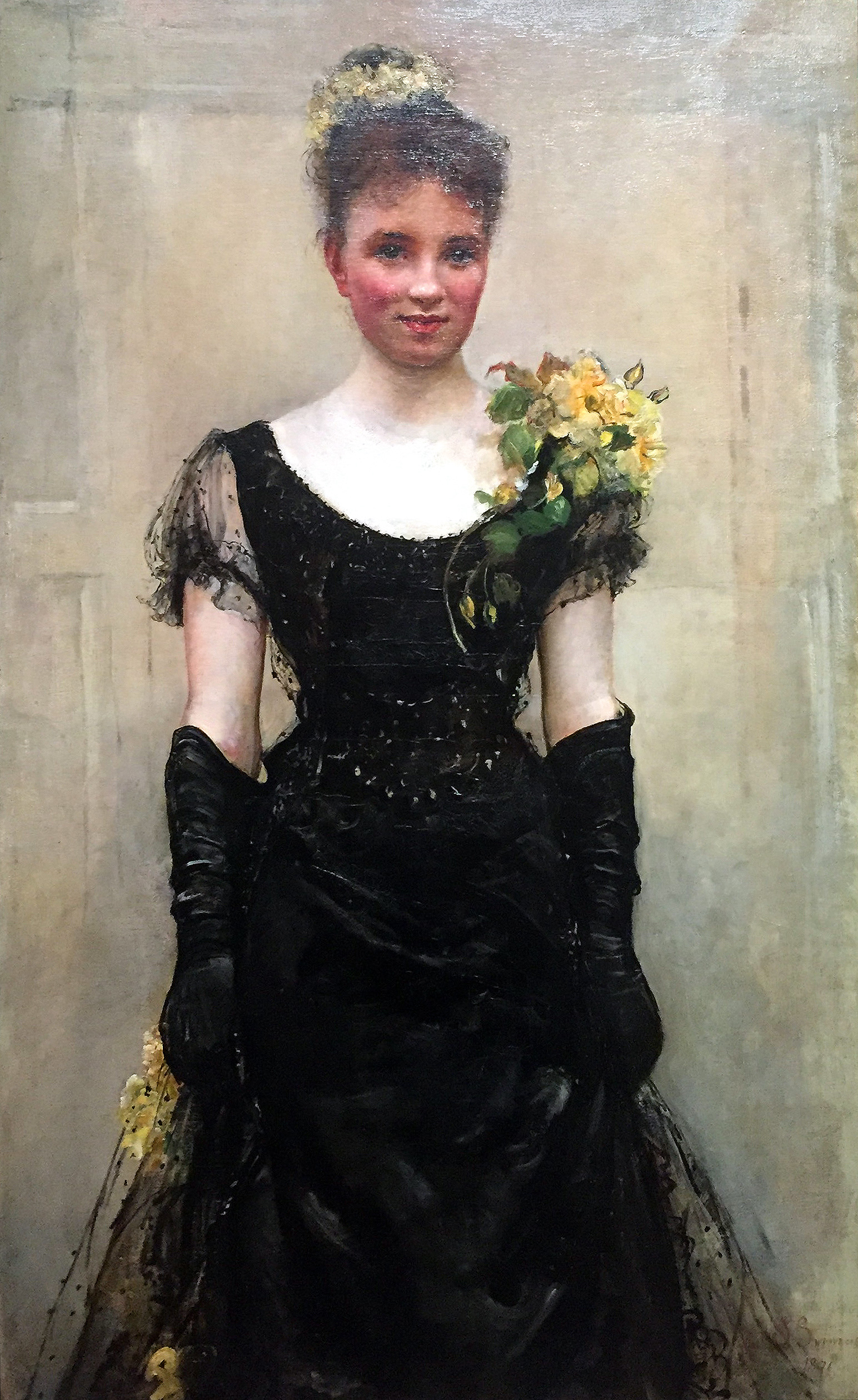
Débutante, 1891
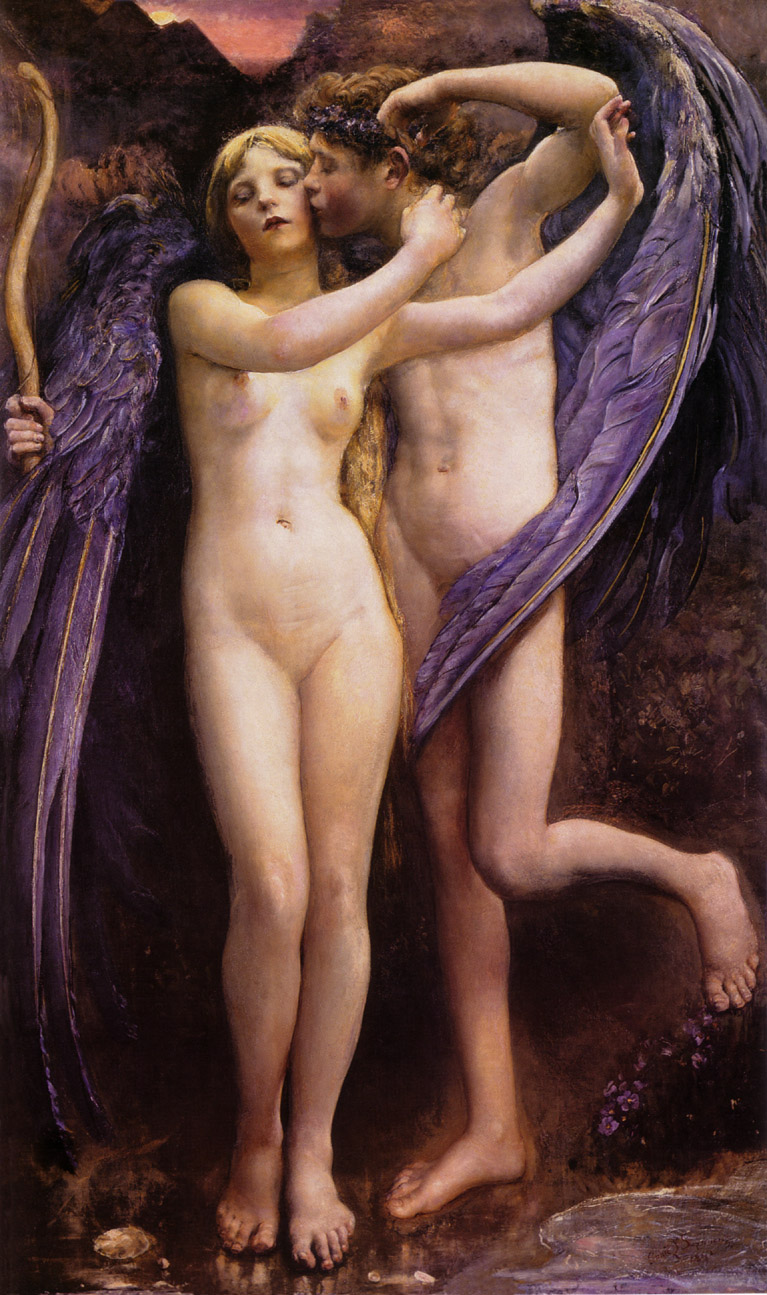
Cupidon et Psyché, 1891.
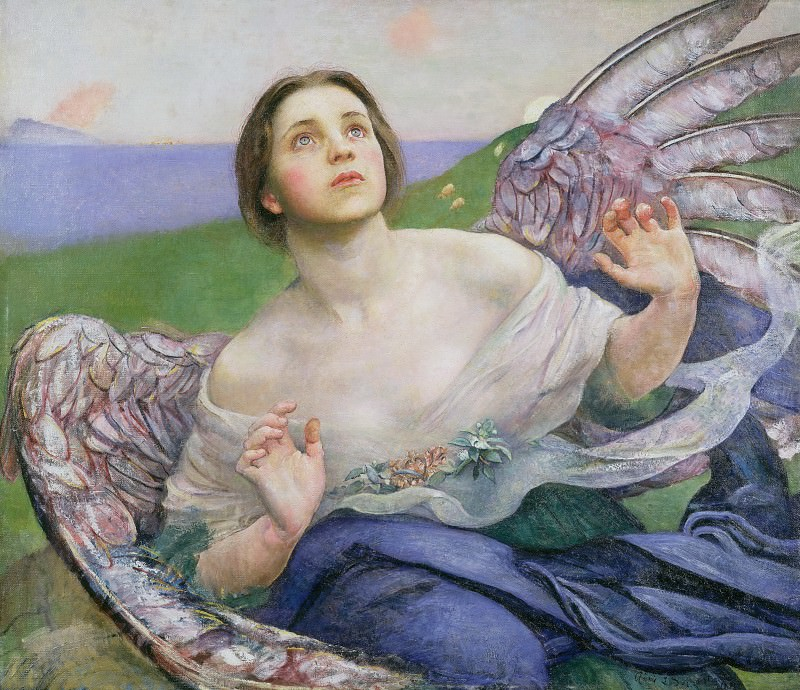
The Sense of Sight (le sens de la vue, 1895)
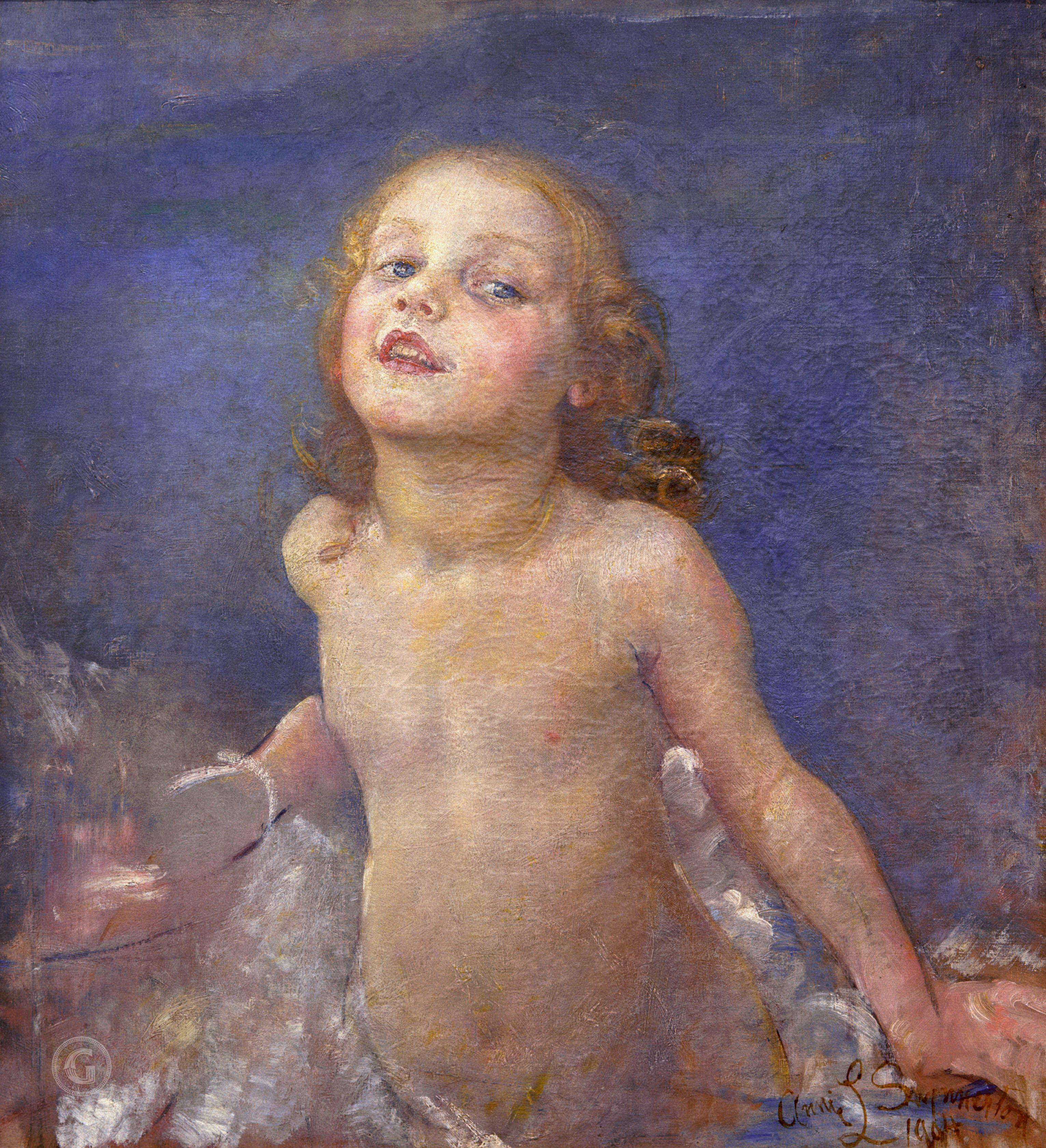
New Risen Hope, 1904
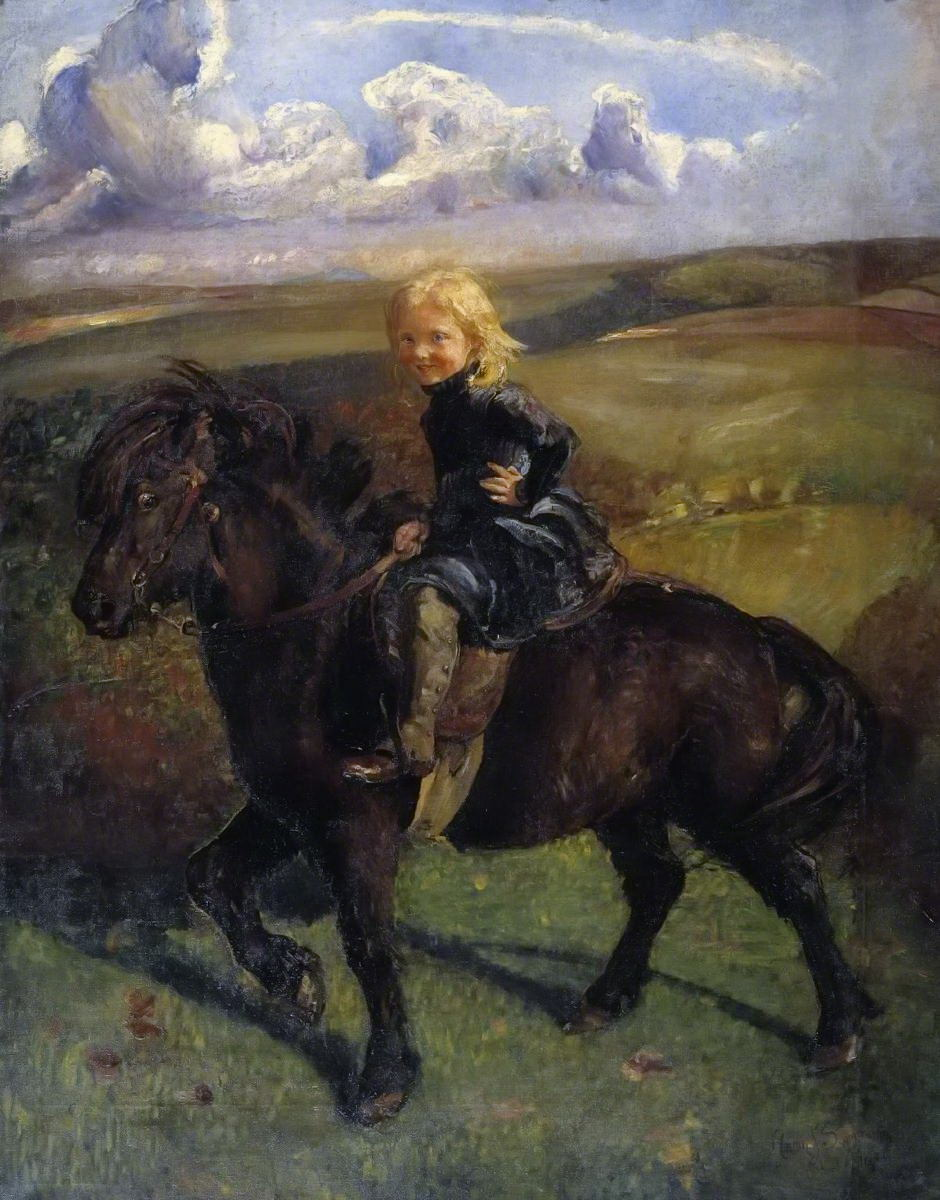
Miss Elizabeth Williamson on a Pony, 1906
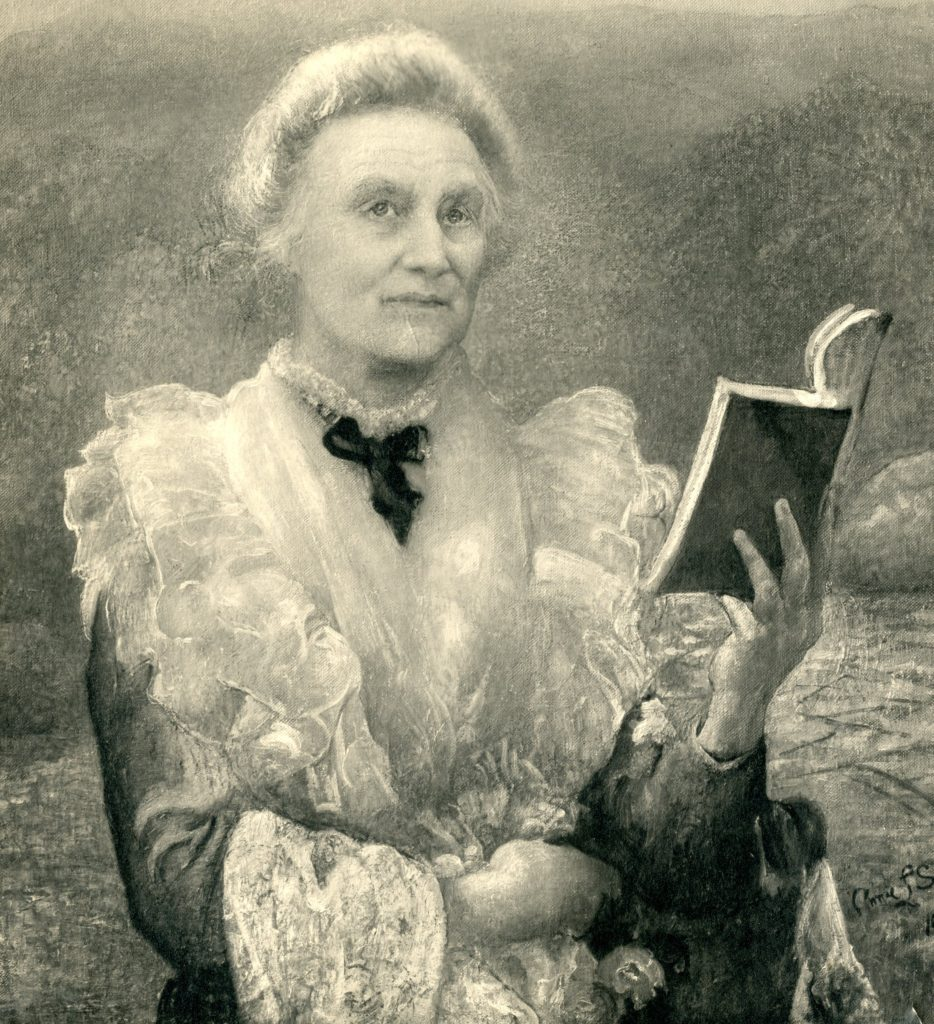
Alice Augusta Woods, 1930